# 콰트로 조르나테역
콰트로 조르나테(이탈리아어: Quattro Giornate)역은 이탈리아 나폴리 지하철 1호선의 역이다. 나폴리 지하철의 아트 스테이션 프로젝트에 참여하는 역이기도 하다.

## 상세
2000년 역이 완공된 뒤 2001년 건축가 도메니코 오를라키오의 설계에 따라 마감공사를 진행하였다. 선조립 후시공 업체인 카소리아 주식회사에서 각 구조물을 설계 및 조립하여 기존의 밀라노 지하철 역사에 미리 조립된 구조물들을 설치하였다.
2003년 9월까지는 '칠레아 역' (Cilea)란 이름이었으나 로사 루소 제르볼리노 당시 나폴리 시장의 요청으로 지금의 이름이 되었다. 콰트로 조르나테라는 말은 직역하면 '나흘'이란 뜻으로, 독일군이 나폴리를 침공할 당시 나폴리의 자유를 위해 나흘간 맞서 싸웠던 영웅들을 기리는 역명이다.
역내에는 나폴리 나흘 전투의 사건들 (니노 롱고바르디), 여성 전투원 (마리사 알바네세), 전쟁의 풍경 (세르조 페르마리엘로) 등을 재현해놓은 조각벽화와 회화 작품들이 설치되어 있다. 또 베티 비, 마우리치오 칸나바추올로, 발도 디오닽토, 움베르토 만초, 안나 사르젠티 등은 보편적인 주제를 담은 작품들을 선보이고 있다.
콰트로 조르나테 역은 1호선에서는 유일하게 각 선로가 다른 층에 자리해 있는 역이기도 한데, 다음 역인 반비텔리 역이 매우 좁은 커브 형태의 승강장을 지니고 있어 그렇게 연결된 것이다. 역 주변지역과 아르투노 콜라나 스타디움은 오를라키오의 설계에 따라 재개발이 이뤄졌으며 특히 여러 공원시설이 조성됐다. 이들 공원에는 레나토 바리사니와 리디아 코토네 등의 설치작품이 있다.

## 시설
이 역에는 다음과 같은 시설이 있다.
- 매표기

## 환승
- 버스 정류장